# Liberty Hyde Bailey
Pour les articles homonymes, voir Bailey.
Liberty Hyde Bailey, est un botaniste américain, cofondateur de l'American Society for Horticultural Science (en), né le 15 mars 1858 à South Haven dans le Michigan et mort le 15 décembre 1954 à Ithaca.

## Biographie
Bailey naît et grandit dans une plantation d'arbres fruitiers. Il entre en 1877 au Michigan State Agricultural College où il étudie auprès de William James Beal, qui fut lui-même étudiant d’Asa Gray. Il obtient en 1882 un Bachelor of Sciences et en 1886 un Master of Sciences. Il passe deux années (1882-1884) à l’herbier de l'université Harvard comme assistant d'Asa Gray. Il se marie avec Annette Smith en 1883, union dont naîtront deux filles ; la seconde, Ethel Zoe deviendra botaniste comme son père et sera la première conservatrice de l'herbier Bailey à l'université Cornell.
Il retourne à l'école d'agriculture du Michigan en 1885 où il enseigne l'horticulture et le paysagisme. En 1888, Bailey devient professeur d'horticulture à l'université Cornell où il demeure jusqu'en 1903, année où il participe à la fondation de la Société américaine d'horticulture et dont il devient le premier président. La même année, il devient doyen et directeur de l'école d'État d'agriculture de Cornell. Il tient aussi la chaire d'agriculture. Il fonde en 1907 le département de recherche expérimentale en biologie végétale. Il reste à Cornell jusqu’en 1913.
Bailey joue un rôle de pionnier dans le domaine de la méthodologie appliquée à l’horticulture. Il contribue à la reconnaissance de l’horticulture comme une science appliquée à part entière. Il contribue à la fondation de l’école d’agriculture rattachée à Cornell et à la multiplication de centres de recherches spécialisés.
Bailey fut l'un des premiers spécialistes du genre Carex sur lequel il publia de nombreux articles scientifiques. Il publia également des études taxinomiques sur les Rubus, les Vitis et les Brassica. Il a joué aussi un grand rôle dans la promotion de l'étude de la nature dans les écoles américaines. Il est considéré comme le père de la sociologie rurale ainsi que du journalisme rural.
Il est l'auteur de quelque 65 livres et 700 articles dont des ouvrages scolaires et de vulgarisation. Ses principales publications scientifiques portent sur des questions de taxinomie végétale, sur la culture des plantes et leur physiologie. Il est à l’origine de la parution de la revue Gentes Herbarum. Il fait paraître, de 1914 à 1917 les six volumes de The Standard Cyclopedia of Horticulture. Il reçoit plusieurs prix pour ses poèmes, notamment The Holy Earth (1915).
Bailey reçoit deux Doctorats honorifiques en droit de l’université du Wisconsin (1907) et de l’université Alfred (1908), un doctorat de littérature honoraire de l’université du Vermont (1919) et un doctorat honoraire de sciences de l’université de Porto Rico (1932). Il reçoit la médaille d'argent commémorative Veitch en 1897. Il fait don à Cornell de sa collection de 125 000 spécimens, connue sous le nom de Bailey Hortorium (1935) et qui servent pour l’étude de la systématique des plantes cultivées. Il est membre de diverses sociétés savantes dont l’American Association for the Advancement of Science (qu’il dirige en 1925), la Botanical Society of America (qu’il dirige en 1925), etc.

## Liste partielle des publications
- 1885 : Talks afield about plants and the science of plants (Houghton, Mifflin and company, Boston, New York) – exemplaire numérique sur American Librairies.
- 1889 : The horticulturist's rule-book; a compendium of useful information for fruit-growers, truck-gardeners, florists and others. Completed to the close of the year 1889 (Garden, New York) – exemplaire numérique sur American Librairies.
- 1893 : American grape training. An account of the leading forms now in use of training the American grapes (The Macmillan Co., New York) – exemplaire numérique sur American Librairies.
- 1896 : The nursery-book; a complete guide to the multiplication of plants (The Macmillan Co., New York) – exemplaire numérique sur American Librairies (autre version de 1902).
- 1897 : The forcing book; a manual of the cultivation of vegetables in glass houses (The Macmillan Co., New York) – exemplaire numérique sur American Librairies (autre version de 1914).
- 1898 : The pruning-book. A monograph of the pruning and training of plants as applied to American conditions (The Macmillan Co., New York) – exemplaire numérique sur American Librairies.
- 1898 : Garden-making: suggestions for the utilizing of home grounds (The Macmillan Co., New York) – exemplaire numérique sur American Librairies.
- 1898 : The principles of fruit-growing (The Macmillan Co., New York) – exemplaire numérique sur American Librairies (autre version de 1902).
- 1901 : The principles of vegetable-gardening (The Macmillan Co., New York) – exemplaire numérique sur American Librairies (autre version 1912).
- 1901 : Botany : an elementary text for schools (The Macmillan Co., New York) – exemplaire numérique sur American Librairies.
- 1903 : The nature-study idea : an interpretation of the new school-movement to put the young into relation and sympathy with nature (The Macmillan Co., New York) – exemplaire numérique sur American Librairies (autre exemplaire de 1920).
- 1908 : avec Walter Moore Coleman (1863-1926), First course in biology (The Macmillan Co., New York) – exemplaire numérique sur American Librairies (autre version de 1914).
- 1908 : Poems (Cornell Countryman, Ithaca) – exemplaire numérique sur American Librairies.
- 1911 : The country-life movement in the United States (The Macmillan Co., New York) – exemplaire numérique sur American Librairies.
- 1911 : The outlook to nature (The Macmillan Co., New York) – exemplaire numérique sur American Librairies.
- 1914 : The standard cyclopedia of horticulture; a discussion, for the amateur, and the professional and commercial grower, of the kinds, characteristics and methods of cultivation of the species of plants grown in the regions of the United States and Canada for ornament, for fancy, for fruit and for vegetables; with keys to the natural families and genera, descriptions of the horticultural capabilities of the states and provinces and dependent islands, and sketches of eminent horticulturists (The Macmillan Co., New York) – exemplaire numérique sur American Librairies.
- 1915 : avec Arthur Witter Gilbert (1882-1936), Plant-breeding (The Macmillan Co., New York) – exemplaire numérique sur American Librairies.
- 1916 : Wind and weather (New York, C. Scribner's sons) – exemplaire numérique sur American Librairies.
- 1920 : Botany for secondary schools; a guide to the knowledge of the vegetation of the neighborhood (The Macmillan Co., New York) – exemplaire numérique sur American Librairies.

## Source
- Keir B. Sterling, Richard P. Harmond, George A. Cevasco & Lorne F. Hammond (dir.) (1997). Biographical Dictionary of American and Canadian Naturalists and Environmentalists. Greenwood Press (Westport) : xix + 937 p.  (ISBN 0-313-23047-1)